# Elsa Lanchester
Elsa Lanchester (Lewisham, Londres; 28 de octubre de 1902 - Woodland Hills, Los Ángeles; 26 de diciembre de 1986) fue una actriz británica conocida por su papel en la película La novia de Frankenstein (1935), en la que era la novia del monstruo, y por ser Katie Nanna, la niñera de Mary Poppins (1964).
Durante los años 1940 fue una de las mejores actrices secundarias de la época, destacando sus interpretaciones en algunas películas de Tyrone Power.
Estuvo casada con el actor Charles Laughton, apareciendo junto a él en obras de teatro y en filmes como La vida privada de Enrique VIII, Rembrandt, Bandera Amarilla, Tales of Manhattan, El reloj asesino o Testigo de cargo, película por la que ambos fueron nominados al Oscar.
Años después de la muerte de Laughton su marido, Elsa Lanchester, escribió en sus memorias que él era homosexual, hecho del que ella se enteró después de un año de matrimonio (más un año de vida en común anterior a la boda). Ambos optaron por continuar casados: en esa época la actitud de la sociedad hacia los homosexuales era muy hostil, y consecuentemente, su preferencia sexual no fue de dominio público en vida, aunque era un hecho conocido por amigos de confianza y algunos colegas.
Falleció en la Navidad de 1986 a la edad de 84 años.
 Fue incinerada y sus cenizas esparcidas en el Océano Pacífico.

## Filmografía (seleccionada)

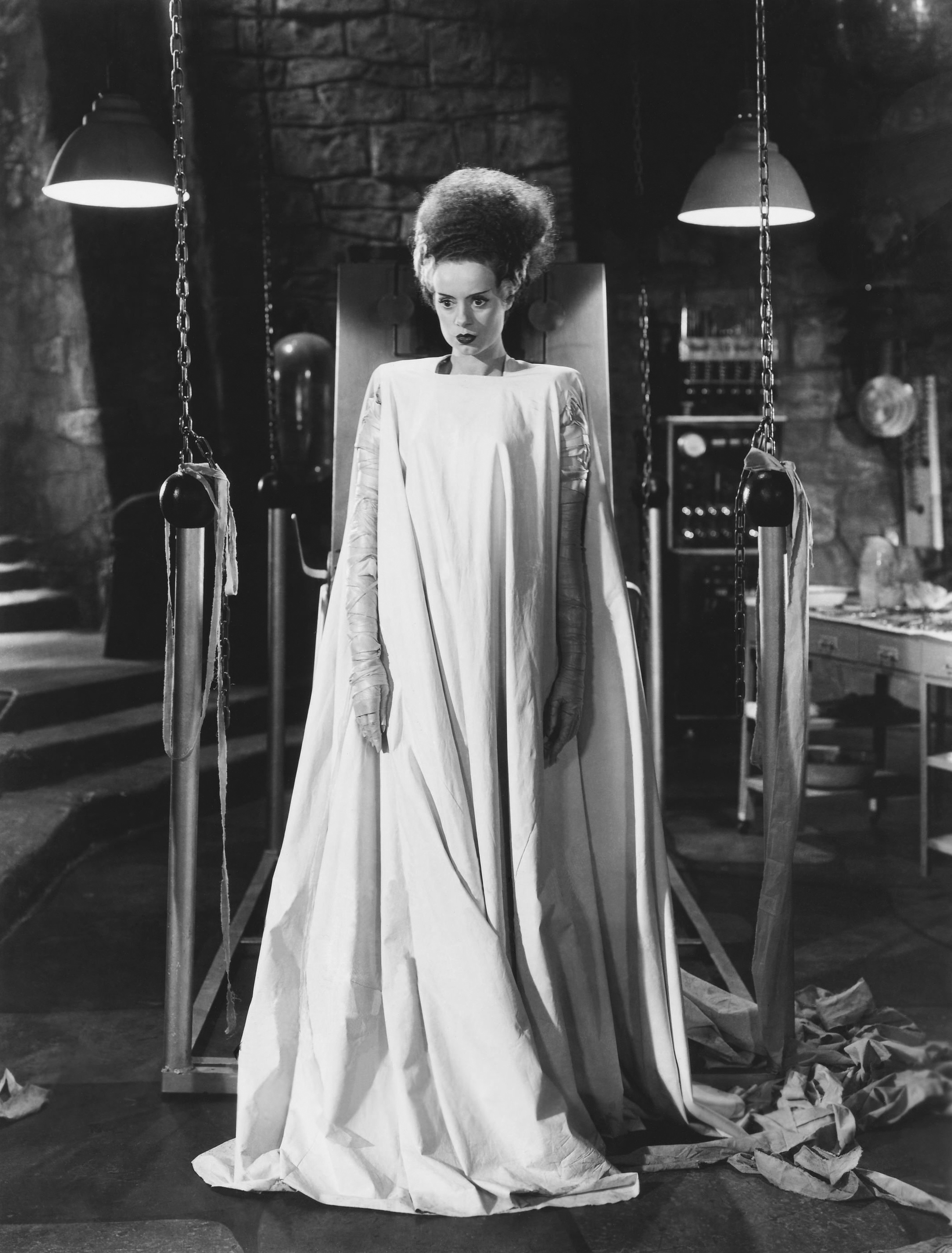
Lanchester en La novia de Frankenstein (1935)

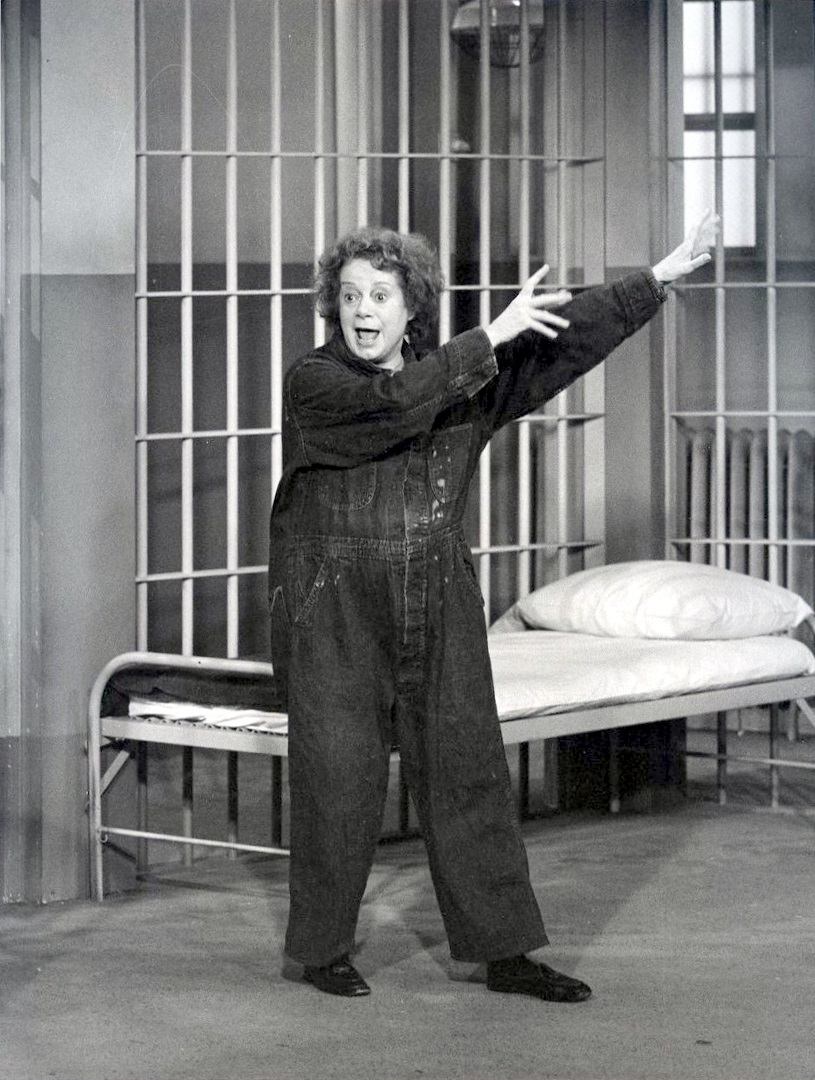
Lanchester como artista invitada en el programa Here's Lucy (1973)

- La vida privada de Enrique VIII (1933)
- David Copperfield (1935)
- La novia de Frankenstein (1935)
- El fantasma va al Oeste (1935)
- Rembrandt (1936)
- Los viajes de Sullivan (1941)
- El hijo de la furia (1942)
- Tales of Manhattan (1942)
- Forever and a Day (1943)
- Passport to Destiny (1944)
- El filo de la navaja (1946)
- La escalera de caracol (1946)
- The Bishop's Wife (1947)
- El reloj asesino (1948)
- La mujer del obispo(1948)
- El inspector general (1949)
- Come to the Stable (1949)
- El jardín secreto (1949)
- Mystery Street (1950)
- La zapatilla de cristal (1955)
- Testigo de cargo (1957)
- Me enamoré de una bruja (1958)
- Mary Poppins (1964)
- Un gato del F.B.I. (1965)
- Como viene, se va  (1967)
- Blackbeard's Ghost (1968)
- Me, Natalie (1969)
- La revolución de las ratas (1971)
- Un cadáver a los postres (1976)

## Premios y distinciones
Premios Óscar
| Año  | Categoría               | Película            | Resultado |
| ---- | ----------------------- | ------------------- | --------- |
| 1950 | Mejor actriz de reparto | Hablan las campanas | Nominada  |
| 1958 | Mejor actriz de reparto | Testigo de cargo    | Nominada  |